# Панайотіс Цалухідіс
Панайотіс Цалухідіс (грец. Γιώτης Τσαλουχίδης, нар. 30 березня 1963, Верія) — грецький футболіст, що грав на позиції півзахисника.
Виступав, зокрема, за клуб «Олімпіакос», а також національну збірну Греції.

## Клубна кар'єра
У дорослому футболі дебютував 1983 року виступами за команду клубу «Верія», в якій провів п'ять сезонів, взявши участь у 144 матчах чемпіонату. 
Своєю грою за цю команду привернув увагу представників тренерського штабу клубу «Олімпіакос», до складу якого приєднався 1988 року. Відіграв за клуб з Пірея наступні сім сезонів своєї ігрової кар'єри. Більшість часу, проведеного у складі «Олімпіакоса», був основним гравцем команди.
Протягом 1995—1996 років захищав кольори команди клубу ПАОК.
Завершив професійну ігрову кар'єру у рідному клубі «Верія», до команди якого повернувся 1996 року, захищав її кольори до припинення виступів на професійному рівні у 2000.

## Виступи за збірну
1987 року дебютував в офіційних матчах у складі національної збірної Греції. Протягом кар'єри у національній команді, яка тривала 9 років, провів у формі головної команди країни 76 матчів, забивши 16 голів.
У складі збірної був учасником чемпіонату світу 1994 року у США.

## Титули і досягнення
- Володар Кубку Греції (2):

«Олімпіакос»:  1989-90, 1991-92
- Володар Суперкубка Греції (1):

«Олімпіакос»:  1992